# Марьянович, Благое
Бла́гое Марья́нович (сербохорв. Благоје Марјановић / Blagoje Marjanović; 9 сентября 1907, Белград, Королевство Сербия — 1 октября 1984, Белград, СФРЮ) — югославский сербский футболист, нападающий, участник Олимпийского футбольного турнира 1928 года и чемпионата мира 1930 года, а впоследствии тренер.

## Карьера

### Клубная
Благое Марьянович играл во многих югославских клубах на позиции центрфорварда. Он начал свою карьеру в белградской «Югославии», потом перебрался в «Олимпию», а затем перешёл в БСК. Его партнёром по атаке в клубе был Александар Тирнанич, с которым они также вместе выступали за сборную. Далее Марьянович успел поиграть за «Чукарички», «Динамо» из Панчево и «Осиек». В годы Второй мировой войны находился в немецком плену, после завершения войны вернулся на родину, как раз начав играть за «Динамо» из Панчево.

### В сборной
За сборную Югославии Благое Марьянович дебютировал 28 июня 1926 года в матче против Чехословакии в Загребе и вплоть до 1938 года постоянно призывался в сборную. Он также принимал участие в чемпионате мира 1930 года и отметился на турнире забитым голом в ворота боливийской сборной. Всего за двенадцатилетний период игр за сборную Марьянович отыграл 57 матчей и забил 36 мячей.
| Матчи и голы Благое Марьяновича за сборную Югославии | Матчи и голы Благое Марьяновича за сборную Югославии | Матчи и голы Благое Марьяновича за сборную Югославии | Матчи и голы Благое Марьяновича за сборную Югославии | Матчи и голы Благое Марьяновича за сборную Югославии | Матчи и голы Благое Марьяновича за сборную Югославии | Матчи и голы Благое Марьяновича за сборную Югославии |
| ---------------------------------------------------- | ---------------------------------------------------- | ---------------------------------------------------- | ---------------------------------------------------- | ---------------------------------------------------- | ---------------------------------------------------- | ---------------------------------------------------- |
| №                                                    | Дата                                                 | Место проведения                                     | Соперник                                             | Счёт                                                 | Голы                                                 | Турнир                                               |
| 1                                                    | 28 июня 1926                                         | Загреб, Югославия                                    | Чехословакия                                         | 2:6                                                  | -                                                    | Товарищеский матч                                    |
| 2                                                    | 10 мая 1927                                          | Бухарест, Румыния                                    | Румыния                                              | 3:0                                                  | -                                                    | Товарищеский матч                                    |
| 3                                                    | 15 мая 1927                                          | София, Болгария                                      | Болгария                                             | 2:0                                                  | 2                                                    | Товарищеский матч                                    |
| 4                                                    | 28 октября 1927                                      | Прага, Чехословакия                                  | Чехословакия                                         | 3:5                                                  | -                                                    | Товарищеский матч                                    |
| 5                                                    | 8 апреля 1928                                        | Загреб, Югославия                                    | Турция                                               | 2:1                                                  | -                                                    | Товарищеский матч                                    |
| 6                                                    | 6 мая 1928                                           | Белград, Югославия                                   | Румыния                                              | 3:1                                                  | 1                                                    | Балканский Кубок 1929-31                             |
| 7                                                    | 28 октября 1928                                      | Прага, Чехословакия                                  | Чехословакия                                         | 1:7                                                  | -                                                    | Slavic Tournament                                    |
| 8                                                    | 10 мая 1929                                          | Бухарест, Румыния                                    | Румыния                                              | 3:2                                                  | -                                                    | Товарищеский матч                                    |
| 9                                                    | 19 мая 1929                                          | Париж, Франция                                       | Франция                                              | 3:1                                                  | 1                                                    | Товарищеский матч                                    |
| 10                                                   | 28 июня 1929                                         | Загреб, Югославия                                    | Чехословакия                                         | 3:3                                                  | 2                                                    | Товарищеский матч                                    |
| 11                                                   | 6 октября 1929                                       | Бухарест, Румыния                                    | Румыния                                              | 1:2                                                  | 1                                                    | Балканский Кубок 1929-31                             |
| 12                                                   | 28 октября 1929                                      | Прага, Чехословакия                                  | Чехословакия                                         | 3:4                                                  | -                                                    | Товарищеский матч                                    |
| 13                                                   | 26 января 1930                                       | Афины, Греция                                        | Греция                                               | 1:2                                                  | -                                                    | Балканский Кубок 1929-31                             |
| 14                                                   | 13 апреля 1930                                       | Белград, Югославия                                   | Болгария                                             | 6:1                                                  | 2                                                    | Товарищеский матч                                    |
| 15                                                   | 4 мая 1930                                           | Белград, Югославия                                   | Румыния                                              | 2:1                                                  | -                                                    | Товарищеский матч                                    |
| 16                                                   | 14 июля 1930                                         | Монтевидео, Уругвай                                  | Бразилия                                             | 2:1                                                  | -                                                    | Чемпионат мира 1930                                  |
| 17                                                   | 17 июля 1930                                         | Монтевидео, Уругвай                                  | Боливия                                              | 4:0                                                  | 1                                                    | Чемпионат мира 1930                                  |
| 18                                                   | 27 июля 1930                                         | Монтевидео, Уругвай                                  | Уругвай                                              | 1:6                                                  | -                                                    | Чемпионат мира 1930                                  |
| 19                                                   | 3 августа 1930                                       | Буэнос-Айрес, Аргентина                              | Аргентина                                            | 1:3                                                  | 1                                                    | Товарищеский матч                                    |
| 20                                                   | 16 ноября 1930                                       | София, Болгария                                      | Болгария                                             | 3:0                                                  | 1                                                    | Балканский Кубок 1929-31                             |
| 21                                                   | 15 марта 1931                                        | Белград, Югославия                                   | Греция                                               | 4:1                                                  | -                                                    | Балканский Кубок 1929-31                             |
| 22                                                   | 19 апреля 1931                                       | Белград, Югославия                                   | Болгария                                             | 1:0                                                  | 1                                                    | Балканский Кубок 1929-31                             |
| 23                                                   | 21 мая 1931                                          | Белград, Югославия                                   | Венгрия                                              | 3:2                                                  | 1                                                    | Товарищеский матч                                    |
| 24                                                   | 28 июня 1931                                         | Загреб, Югославия                                    | Румыния                                              | 2:4                                                  | 1                                                    | Балканский Кубок 1929-31                             |
| 25                                                   | 2 августа 1931                                       | Белград, Югославия                                   | Чехословакия                                         | 2:1                                                  | 1                                                    | Товарищеский матч                                    |
| 26                                                   | 2 октября 1931                                       | София, Болгария                                      | Турция                                               | 0:2                                                  | -                                                    | Балканский Кубок (неофиц.)                           |
| 27                                                   | 4 октября 1931                                       | София, Болгария                                      | Болгария                                             | 2:3                                                  | 1                                                    | Балканский Кубок (неофиц.)                           |
| 28                                                   | 24 апреля 1932                                       | Овьедо, Испания                                      | Испания                                              | 1:2                                                  | -                                                    | Товарищеский матч                                    |
| 29                                                   | 3 мая 1932                                           | Лиссабон, Португалия                                 | Португалия                                           | 2:3                                                  | -                                                    | Товарищеский матч                                    |
| 30                                                   | 29 мая 1932                                          | Загреб, Югославия                                    | Польша                                               | 0:3                                                  | -                                                    | Товарищеский матч                                    |
| 31                                                   | 3 июля 1932                                          | Белград, Югославия                                   | Румыния                                              | 3:1                                                  | -                                                    | Балканский Кубок 1932                                |
| 32                                                   | 9 октября 1932                                       | Прага, Чехословакия                                  | Чехословакия                                         | 1:2                                                  | -                                                    | Товарищеский матч                                    |
| 33                                                   | 30 апреля 1933                                       | Белград, Югославия                                   | Испания                                              | 1:1                                                  | 1                                                    | Товарищеский матч                                    |
| 34                                                   | 7 мая 1933                                           | Цюрих, Швейцария                                     | Швейцария                                            | 1:4                                                  | -                                                    | Товарищеский матч                                    |
| 35                                                   | 6 августа 1932                                       | Загреб, Югославия                                    | Чехословакия                                         | 2:1                                                  | -                                                    | Товарищеский матч                                    |
| 36                                                   | 10 сентября 1933                                     | Варшава, Польша                                      | Польша                                               | 3:4                                                  | -                                                    | Товарищеский матч                                    |
| 37                                                   | 24 сентября 1933                                     | Белград, Югославия                                   | Швейцария                                            | 2:2                                                  | 1                                                    | Отбор к ЧМ-1934                                      |
| 38                                                   | 18 марта 1934                                        | София, Болгария                                      | Болгария                                             | 2:1                                                  | 2                                                    | Товарищеский матч                                    |
| 39                                                   | 1 апреля 1934                                        | Белград, Югославия                                   | Болгария                                             | 2:3                                                  | -                                                    | Товарищеский матч                                    |
| 40                                                   | 29 апреля 1934                                       | Бухарест, Румыния                                    | Румыния                                              | 1:2                                                  | -                                                    | Отбор к ЧМ-1934                                      |
| 41                                                   | 3 июня 1934                                          | Белград, Югославия                                   | Бразилия                                             | 8:4                                                  | 3                                                    | Товарищеский матч                                    |
| 42                                                   | 26 августа 1934                                      | Белград, Югославия                                   | Польша                                               | 4:1                                                  | 1                                                    | Товарищеский матч                                    |
| 43                                                   | 2 сентября 1934                                      | Прага, Чехословакия                                  | Чехословакия                                         | 1:3                                                  | -                                                    | Товарищеский матч                                    |
| 44                                                   | 16 декабря 1934                                      | Париж, Франция                                       | Франция                                              | 2:3                                                  | 1                                                    | Товарищеский матч                                    |
| 45                                                   | 1 января 1935                                        | Афины, Греция                                        | Румыния                                              | 4:0                                                  | 1                                                    | Балканский Кубок 1934-35                             |
| 46                                                   | 17 июня 1935                                         | София, Болгария                                      | Румыния                                              | 2:0                                                  | 1                                                    | Балканский Кубок 1935                                |
| 47                                                   | 20 июня 1935                                         | София, Болгария                                      | Греция                                               | 6:1                                                  | 1                                                    | Балканский Кубок 1935                                |
| 48                                                   | 24 июня 1935                                         | София, Болгария                                      | Болгария                                             | 3:3                                                  | 1                                                    | Балканский Кубок 1935                                |
| 49                                                   | 18 августа 1935                                      | Катовице, Польша                                     | Польша                                               | 3:2                                                  | -                                                    | Товарищеский матч                                    |
| 50                                                   | 6 сентября 1935                                      | Белград, Югославия                                   | Чехословакия                                         | 0:0                                                  | -                                                    | Товарищеский матч                                    |
| 51                                                   | 10 мая 1936                                          | Бухарест, Румыния                                    | Румыния                                              | 2:3                                                  | -                                                    | Кубок Кароля II                                      |
| 52                                                   | 12 июля 1936                                         | Стамбул, Турция                                      | Турция                                               | 3:3                                                  | 1                                                    | Товарищеский матч                                    |
| 53                                                   | 6 сентября 1936                                      | Белград, Югославия                                   | Польша                                               | 9:3                                                  | 4                                                    | Товарищеский матч                                    |
| 54                                                   | 13 декабря 1936                                      | Париж, Франция                                       | Франция                                              | 0:1                                                  | -                                                    | Товарищеский матч                                    |
| 55                                                   | 6 июня 1937                                          | Белград, Югославия                                   | Бельгия                                              | 1:1                                                  | -                                                    | Товарищеский матч                                    |
| 56                                                   | 10 октября 1937                                      | Варшава, Польша                                      | Польша                                               | 0:4                                                  | -                                                    | Отбор к ЧМ-1938                                      |
| 57                                                   | 3 апреля 1938                                        | Белград, Югославия                                   | Польша                                               | 1:0                                                  | 1                                                    | Отбор к ЧМ-1938                                      |

Итого: 57 матчей / 36 голов; 26 побед, 7 ничьих, 24 поражения.

### Тренерская
После завершения карьеры игрока Благое Марьянович некоторое время работал тренером. Тренировал белградский «БСК», а также итальянские клубы «Торино» и «Катания».

## Достижения

### Командные
БСК
- Чемпион Югославии: 1931, 1933, 1935, 1936
- Серебряный призёр чемпионата Югославии: 1929, 1938, 1940

Сборная Югославии
- Четвёртое место на чемпионате мира: 1930

### Личные
- Лучший бомбардир чемпионата Югославии: 1930, 1936, 1937